# Régence d'Espartero

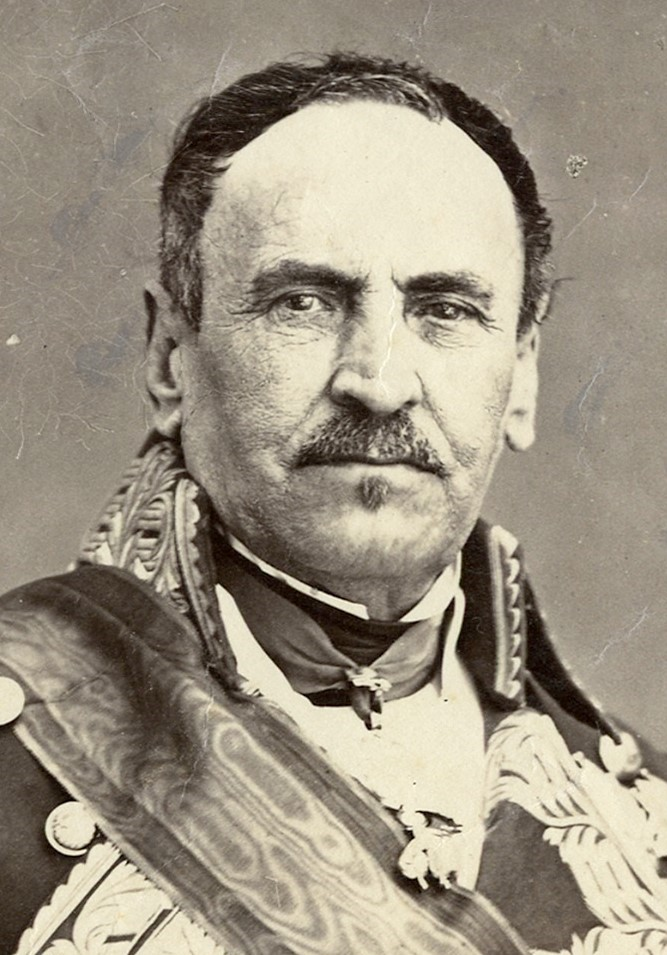
Le général Baldomero Espartero.

La régence d'Espartero est la période de l’histoire politique contemporaine de l’Espagne s’étendant entre 1840 et 1843, faisant suite à la régence de Marie-Christine de Bourbon et précédant le début du règne effectif de la reine Isabelle II, au cours de laquelle le général Baldomero Espartero assuma la régence du royaume.
La régence commença après la « révolution de 1840 » qui mit fin à la régence de Marie-Christine de Bourbon, mère de la reine Isabelle alors âgée de neuf ans, et prit fin lorsqu’un mouvement militaire et civique mené par une partie des partis progressiste et modéré, soutenu par plusieurs généraux prestigieux comme Ramón María Narváez, Francisco Serrano et Leopoldo O'Donnell, contraignit Espartero à prendre l’exil. La coalition victorieuse décida alors de proclamer la majorité d’Isabelle dès qu’elle eut treize ans, en octobre 1843, marquant ainsi le début de son règne effectif.

## Contexte: «Révolution de 1840» et fin de la régence de Marie-Christine de Bourbon

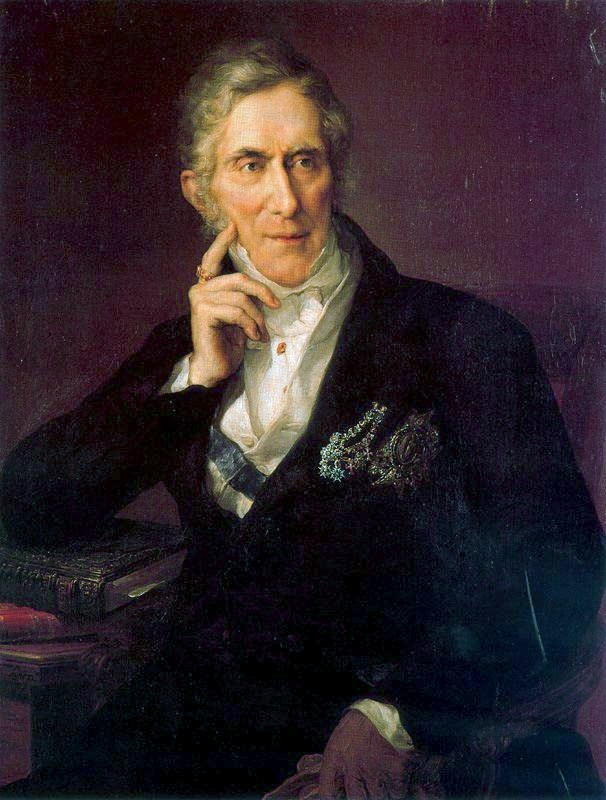
Evaristo Pérez de Castro, président du gouvernement modéré qui lança la loi sur les municipalités de 1940.

La présentation aux Cortès de la loi sur les municipalités par le gouvernement du modéré Evaristo Pérez de Castro consomma la rupture entre les partis modéré et progressiste. Le projet de loi réduisait les compétences des conseils municipaux et établissait que le maire était nommé librement par le gouvernement — du moins un de ses représentants —, parmi les conseillers élus, ce qui était contraire à la Constitution selon les progressistes. Ces derniers eurent recours à la pression populaire durant le débat parlementaire sur la loi et, lorsqu’elle fut approuvée, choisirent de quitter l’hémicycle et de déployer une campagne depuis la presse et les municipalités pour que la régente Marie-Christine ne la sanctionne pas. Lorsqu’ils virent que Marie-Christine était disposée à signer la loi, ils adressèrent leurs demandes au général Espartero, la personnalité la plus populaire du moment après son triomphe dans la première guerre carliste, qui se montrait plus proche des idées progressistes. La grande estime dont jouissait Espartero dans l’opinion, considéré comme le « pacificateur de l’Espagne », fut illustrée lors de son entrée triomphale à Barcelone le 14 juin 1840.
La régente se rendit alors dans la capitale catalane, où elle offrit au général la présidence du Conseil des ministres, mais celui-ci posa comme condition que celle-ci ne sanctionne pas la loi sur les municipalités, si bien que lorsqu’elle ratifia la loi le 15 juillet 1840 une grave crise politique commença, obligeant le gouvernement de Pérez de Castro à démissionner trois jours plus tard. À partir du 1er septembre, des révoltes progressistes éclatèrent dans de nombreuses villes, avec la formation de « comités » ou « juntes révolutionnaires » (« juntas revolucionarias ») qui défiaient l’autorité de la régente.
Le 5 septembre, depuis Valence où elle s’était déplacée pour fuir le climat hostile qu’elle avait trouvé à Barcelone, Marie-Christine ordonna au général Espartero de se rendre à Madrid pour mettre un terme à la rébellion — qui serait aussi désignée par certains auteurs comme la « révolution de 1840 » —. Toutefois, celui-ci « refusa avec de bons mots, qui contenaient, au fond, tout un programme politique : la reine devait, selon lui, signer un manifeste dans lequel elle s’engagerait à respecter la Constitution, à dissoudre les Cortès (modérées) et à soumettre celles qui seraient élues à la révision des lois approuvées dans la dernière législature, parmi elles, implicitement, la Loi sur les municipalités. Dix jours plus tard Marie-Christine n’eut d’autre recours que de nommer président du gouvernement le général Espartero dans l’espoir de freiner la marée révolutionnaire qui s’était emparée du pays »,.
Le 12 octobre 1840, Espartero s’entretint avec la régente à Valence. Au cours cet entretien, la régente communiqua à Espartero sa décision d’abandonner la régence et de lui confier le soin de ses filles : Isabelle II et sa sœur Louise-Fernande de Bourbon. Le même jour, Marie-Christine signait sa renonciation à la régence — et la convocation d’élections — et le 17 octobre elle embarquait à Valence pour Marseille, pour commencer un exil — volontaire selon Juan Francisco Fuentes ; forcé selon Jorge Vilches — qui durerait trois ans,. Selon Josep Fontana, la régence « rejeta à Valence les conditions qu’on exigeait d’elle et décida de renoncer à la régence et de s’exiler en France, non pour se retirer de la politique, mais pour conspirer depuis là-bas avec plus de sécurité », comme l’illustra le pronunciamiento modéré de 1841, qui échoua et dont elle était l’instigatrice.

## Histoire

### Nomination d’Espartero comme régent et dissensions avec les progressistes
Après le départ en exil de Marie-Christine, la régence fut exercée de façon intérimaire par le gouvernement présidé par Espartero, selon ce qu’établissait la Constitution de 1837 — on parla alors de « Ministère-Régence » —, jusqu’à ce que les Cortès se prononcent. À propos de la régence, la Constitution affirmait : « jusqu’à ce que les Cortès nomment la régence le royaume sera provisoirement gouverné par le père ou la mère du Roi et en cas de défaut de ces derniers par le Conseil des Ministres ».
La première mesure prise par le nouveau gouvernement fut de satisfaire la principale revendication des progressistes, qui avait motivé les révoltes : la suspension de la loi sur les municipalités sanctionnée par Marie-Christine. Par la suite, il convoqua des élections aux Cortès, célébrées le 1er février 1841 et qui donnèrent une majorité confortable au Parti progressiste, notamment en raison du retrait des modérés, ce qui rendait le résultat peu légitime et dénaturait l’essence même d’un régime parlementaire et représentatif. Ainsi, en raison du manque d’une véritable opposition au gouvernement à cause de l’absence des modérés au Parlement, cette opposition fut en pratique assumée par une fraction du parti progressiste lui-même, comme cela se produisit lors des débats portant sur la question de la régence.
En effet, lors de ces débats une division se révéla au sein des progressistes, entre « unitaires » et « trinitaires ». Les premiers, également nommés « esparteristes », soutenaient que la régence devait être exercée par une seule personne, en l’occurrence Espartero, tandis que les seconds, craignant d’une concentration excessive de poouvoir dans les mains du seul général, proposèrent une régence dirigée par trois personnes, dont Espartero, afin de préserver « un plus grand équilibre entre éléments civils et militaires et un contrôle plus précis, par conséquent, de la Régence, rappelant la trajectoire de Marie-Christine ».

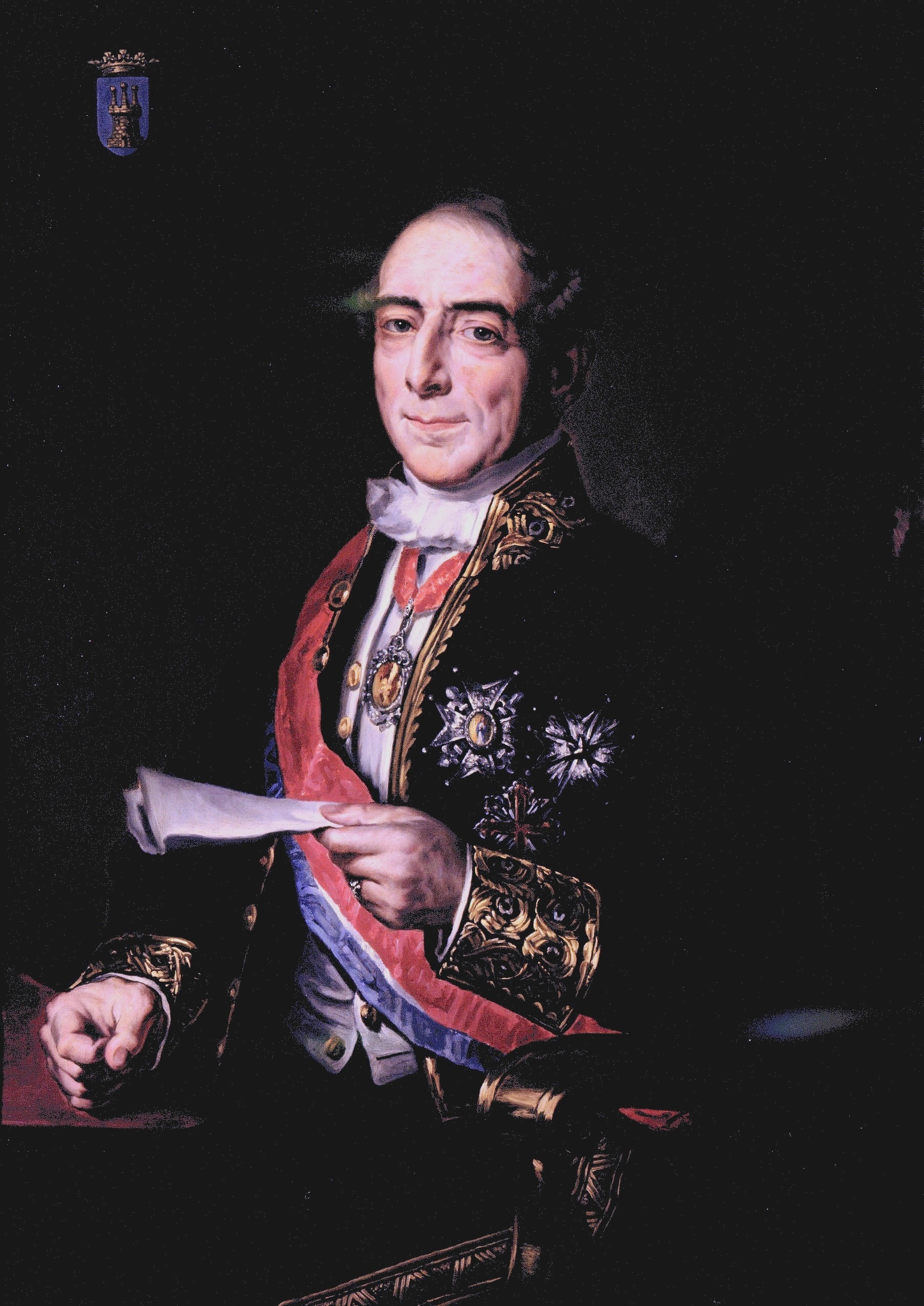
Portrait d’Antonio González y González par Ricardo María Navarrete y Fos.

Ainsi, lorsque les nouvelles Cortès, inaugurées le 19 mars 1841, votèrent à propos de la régence, les esparteristes gagnèrent le vote avec 153 députés favorables à une régence unique, les trinitaires obtinrent un résultat malgré tout notable, avec 136 voix pour une régence « trinitaire ». Espartero « put constater que l’appui de ses associés au gouvernement, les progressistes, n’allait pas être unanime ni inconditionnel ». Finalement, le général Espartero fut élu régent le 10 mai par 179 votes, le candidat « trinitaire » Agustín de Argüelles remportant le soutien de 110 députés, résultat non négligeable, d’autant plus si on considérait son élection comme président du Congrès des députés et comme tuteur de la reine Isabelle II. Ce vote marqua « la première fissure importante entre Espartero et le parti progressiste ».
Les divergences entre une partie des progressistes et Espartero se poursuivirent lorsque celui-ci, exerçant la régence, nomma le 20 mai Antonio González y González à la présidence du gouvernement, un homme qui avait sa confiance mais n’était pas du goût des principaux leaders progressistes. Cette désignation unissait de facto la direction de l'État et la présidence du gouvernement, ce qui allait contre l’esprit du régime parlementaire,.

### Tensions avec lesayacuchoset apparition du militarisme

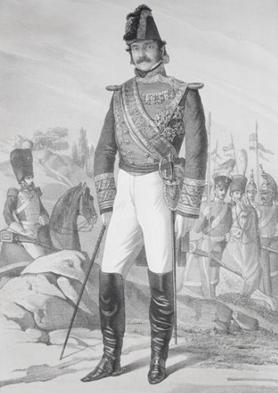
Le général Valentín Ferraz, membre des ayacuchos.

Peu de temps après avoir assumé la régence, Espartero fut accusé par certains secteurs de l’Armée et des partis modéré et progressiste de favoriser uniquement les membres de sa camarilla militaire — connue sous le nom d’« ayacuchos (es) » — dans sa politique de nominations militaires — et même civils dans certains cas —. Les ayacuchos étaient des généraux qui avaient la pleine confiance du régent, car ils avaient combattu et fait l'essentiel de leur carrière militaire avec lui dans les guerres d'indépendance hispano-américaines, d’où leur dénomination — en référence à la bataille qui constitua le dernier grand affrontement de ces conflits, à laquelle Espartero n’avait d’ailleurs pas participé —. Ces militaires rentrés en Espagne maintinrent des relations clientélaires de soutien mutuel durant la guerre carliste de 1833-1840 autour d’Espartero, qui se poursuivirent lorsque celui-ci exerça la régence.
La favoritisme envers les ayacuchos s’additionnait au mal-être dans les rangs de l’armée à cause des retards dans le paiement des soldes des officiers de l'Armée, et des difficultés qu’ils rencontraient pour bénéficier de promotions et développer leur carrière militaire. Espartero n'était néanmoins pas responsable de cette situation, qui provenait d’un problème de fond : le nombre excessif d'officiers, de chefs militaires et de généraux, résultat des guerres quasi-permanentes dans lequel le pays s’était trouvé impliqué depuis 1840, qui avaient donné lieu à de nombreuses promotions par mérite de guerre et nominations. Un problème notablement aggravé par la Convention d'Ognate du 29 août 1839, qui permettait l'intégration dans l'Armée des officiers carlistes, dont un bon nombre firent la demande. L’État se trouva ainsi incapable de faire face au coût économique d’une Armée aux effectifs gonflés et dont le républicain Fernando Garrido dit quelques années plus tard qu'elle était « la plus chère du monde ». En conséquence, les paies se firent de plus en plus sporadiques et les protestations de militaires se firent omniprésentes, à tel point qu'un régime en arriva à se déclarer en grève en 1841.

Selon Juan Francisco Fuentes, « c’est ainsi que fut créé un cercle vicieux très difficile à briser : les militaires voulaient toucher leurs soldes, réussir dans leur carrière et avec un destin en accord avec leur grade. Les gouvernants, pour leur part, qu'ils fussent civils ou militaires, manquaient du courage politique pour aborder la nécessaire réforme de l'armée, qui exigeait une réduction drastique des tableaux d’avancement, mais en maintenant un tel état des choses, ils perpétuaient le mécontentement des militaires et leur disposition à participer à tout type d'aventures politiques ». Ceci encouragea la naissance d’un discours corporatiste et militariste canalisé à travers des périodiques, dont certains aux noms évocateurs, comme El Grito del Ejército (« Le Cri de l'Armée ») ou El Archivo Militar (« L’Archive Militaire »), qui publia dans ses colonnes un article disant : 

« Nous ne pouvons ni ne voulons dire : l'État c'est nous, mais nous dirons : la patrie, où si vous préférez, la partie la plus pure de la patrie c’est nous. »

### Travail législatif des Cortès
Les nouvelles Cortès commencèrent un intense travail législatif qui, étant donné l’écrasante majorité progressiste, se plaça dans la continuité par les gouvernements de même sensibilité présidés par Juan Álvarez Mendizábal et José María Calatrava au cours de la décennie antérieure. La loi du 19 août 1941 compléta le processus légal de suppression du caractère inaliénable (en) de certains biens immobiliers nobiliaires — en pratique le majorat — et une autre du 2 septembre de la même année étendit le désamortissement de Mendizábal aux biens du clergé séculier. Cette foi, avec l'abolition définitive de la dîme, ainsi que d’autres projets « anticléricaux » — comme la rénovation de l’obligation pour le clergé de jurer fidélité au pouvoir constitué, le 14 novembre 1841, ou le projet de loi sur la juridiction ecclésiastique présenté le mois suivant —, contribuèrent à dégrader les relations déjà tendues du régime isabellin avec le Saint Siège depuis que le nonce avait quitté l'Espagne en 1835. Le pape Grégoire XVI protesta contre ce qu’il considérait une ingérence du gouvernement en matière ecclésiastique. Le prêtre conservateur Jaime Balmes en vint à l’accuser d’être guidé par un esprit « schismatique » et de vouloir faire de l’Église espagnole une entité similaire l’Église anglicane. La loi sur l’imprimerie progressiste de 1837 fut également restaurée, ce qui permit d’étendre considérablement la liberté d'expression de la presse, y compris celle qui était critique envers le gouvernement,.
D’autres lois remarquables furent celles qui tentèrent de régulariser les fors navarrais (es) et basques. Or, si dans le premier cas, les négociations avec la députation forale de Navarre furent un succès et débouchèrent sur un accord ratifié par les Cortès le 20 septembre 1841 avec la Loi de modifications des fors de la province de Navarre (es) — qui « harmonisait » les fors avec la Constitution de 1837 —, aucun accord ne fut possible dans le second cas, si bien que la Biscaye, l’Alava et le Guipuscoa restèrent dans une infédinition légale qui ne serait résolue qu’en 1876. Toutefois, deux décrets limitèrent les attributions des trois députations forales basques. Le premier, du 5 janvier 1841, élimina une disposition qui jusqu’alors permettait aux députations forales de ne pas suivre les lois de l’État qui seraient contraire à ses fors. Le second est un décret du 29 octobre de la même année, qui supprima les douanes intérieures, établit dans les trois provinces les tribunaux de première instance et étendit le nombre de personnes pouvant participer aux élections municipales et forales.

### L’échec du pronunciamiento modéré de 1841 et ses conséquences
Le gouvernement d’Antonio González y González dut faire face au pronunciamiento de 1841, organisé depuis Paris par la régente Marie-Christine avec la collaboration du Parti modéré et réalisé par des généraux de même sensibilité, sous la direction de Ramón María Narváez, avec la collaboration du jeune colonel Juan Prim, bien que ce dernier fût plus proche des progressistes.

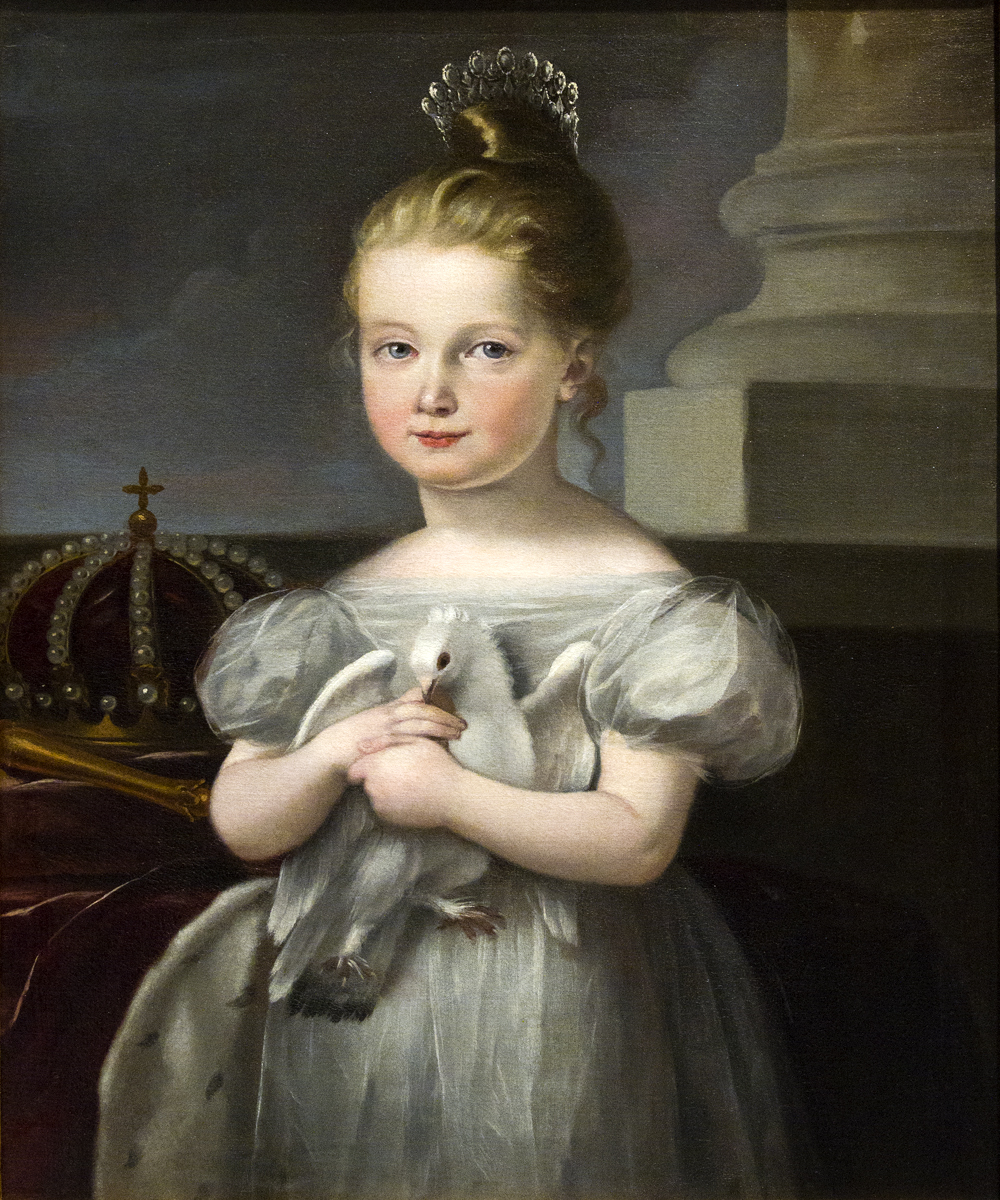
Isabelle II enfant (vers 1840).

Le pronunciamiento fut lancé le 27 septembre à Pampelune par le général Leopoldo O’Donnell, mais il n’obtint pas que la ville proclamât Marie-Christine comme régente, en dépit du fait qu’il ordonnait de la bombarder depuis citadelle (es). L’insurrection ne commença vraiment que le 4 octobre, avec le soulèvement de Vitoria par le général José Rosell del Piquer, suivi de la proclamation de la régente faite à Bergara sous le commandement du général Juan Antonio de Urbiztondo, accompagnée de la constitution au nom de Marie-Christine d’une Junte suprême de gouvernement présidée par Manuel Montes de Oca (es).
Le même 7 octobre eut lieu le fait le plus significatif de ce soulèvement : l’assaut du palais royal pour capturer Isabelle II et sa sœur et les emmener au Pays basque. La régence de Marie-Christine fut de nouveau proclamée et un gouvernement présidé par Francisco Javier de Istúriz fut nommé. Au cours d’une nuit pluvieuse, les généraux Diego de León et Manuel de la Concha, avec la complicité de la Garde extérieure, entrèrent au palais royal, mais ne parvinrent pas à s’emparer des deux enfants à cause de la résistance que leur présentèrent les hallebardiers dans l’escalier principal. Diego de León se livra, convaincu qu’Espartero n’allait pas le fusiller.
Le pronunciamiento fut justifié en alléguant que la reine se trouvait séquestrée par les progressistes à travers son tuteur Agustín de Argüelles et la dame de compagnie nommée par ce dernier, la comtesse d’Espoz y Mina (es), veuve du fameux guérillero et militaire libéral Francisco Espoz y Mina. Ce faisant, les progressistes mettaient en pratique l’une de leurs aspiratons fondamentales : contrôler l’éducation de la jeune reine de sorte qu’elle devienne l’idées qu’ils se faisaient d’une « reine libérale ». Pour cette raison, l’objectif du pronunciamiento était le retour de María Cristina, « désireuse de récupérer la Régence et la tutelle royale dont elle avait été formellement écartée », ce qui « supposait de contrôler les ressorts du Palais comme pouvoir de fait dans la prise de décisions politiques et économiques ».
Selon Juan Francisco Fuentes, le pronunciamiento n’était pas seulement opposé à Espartero, mais également antilibéral, ce qui « s’explique par le poids déterminant qu’aussi bien l’ancienne régente — qui finança le soulèvement avec plus de huit millions de réaux — que son mari, Fernando Muñoz, eurent dans la direction du coup et par la participation dans celui-ci de secteurs carlistes insatisfaits du supposé non-respect de l’accord de Bergara […] ainsi que la notoire complicité des députations forales, contraires à la solution centraliste que le gouvernement venait de donner aux fors basques ». Le soulèvement avait le soutien des anciens militaires carlistes mécontents car ils restaient dans l’attente de la reconnaissance des mérites accomplis au cours de la première guerre carliste de 1833-1840 et de leur intégration dans l'Armée. Bien que la « question carliste » ne fût pas la clé de la rébellion, elle lui donna une base sociale et une couverture territoriale, et il est significatif que ses principaux noyaux se trouvent en Navarre et au Pays basque.

#### Conséquences

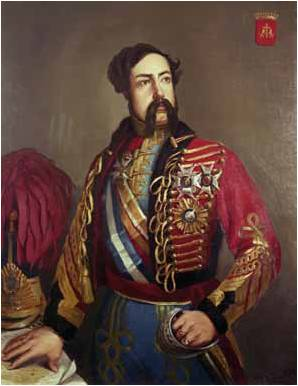
Le général Diego de León, fusillé en raison de son implication dans le pronunciamiento.

La réponse d’Espartera brisa une des règles non écrites des militaires en rapport avec les pronunciamientos — respecter la vie des vaincus —, car il fit fusiller les généraux Montes de Oca, Borso de Carminati et Diego de León, ce qui eut un impact important dans une grande partie de l’Armée et de l’opinion publique, y compris la progressiste, car la mort du jeune général Diego de León — il avait tout juste 34 ans —, qu’Espartero refusa de gracier, « resta dans la mémoire populaire comme un crime impardonnable du régent ». D’autre part, la dure répression ordonnée par Espartero ne mit pas fin aux conspirations des modérés, qui continuèrent d’agir dans la clandestinité,.
Dans certaines villes, on répondit au soulèvement modéré de 1841 par des soulèvements progressistes contraires, mais, une fois le premier vaincu, certaines juntes désobéirent aux ordres de dissolution donnés par Espartero et défièrent l’autorité du régent. Les évènements les plus graves eurent lieu à Barcelone, où la Junte de surveillance présidée par Juan Antonio Llinás, profitant de l’absence du capitaine général Antonio Van Halen — qui s’était rendu en Navarre afin de mettre fin au pronunciamiento modéré —, se livra à la destruction de la forteresse de la citadelle, construite sur ordres de Philippe V après sa victoire dans la guerre de succession et considéré comme un symbole d'oppression par la majorité des Barcelonais. Avec cette mesure, on prétendait de plus donner du travail aux nombreux ouvriers qui se trouvaient alors au chômage. Espartero réagit par la suppression de la Junte pour « abus de liberté », le désarmement de la milice ainsi que la dissolution du conseil municipal et de la députation de Barcelone — il fit payer à la ville les murs de la citadelle qui avaient été abattus —.

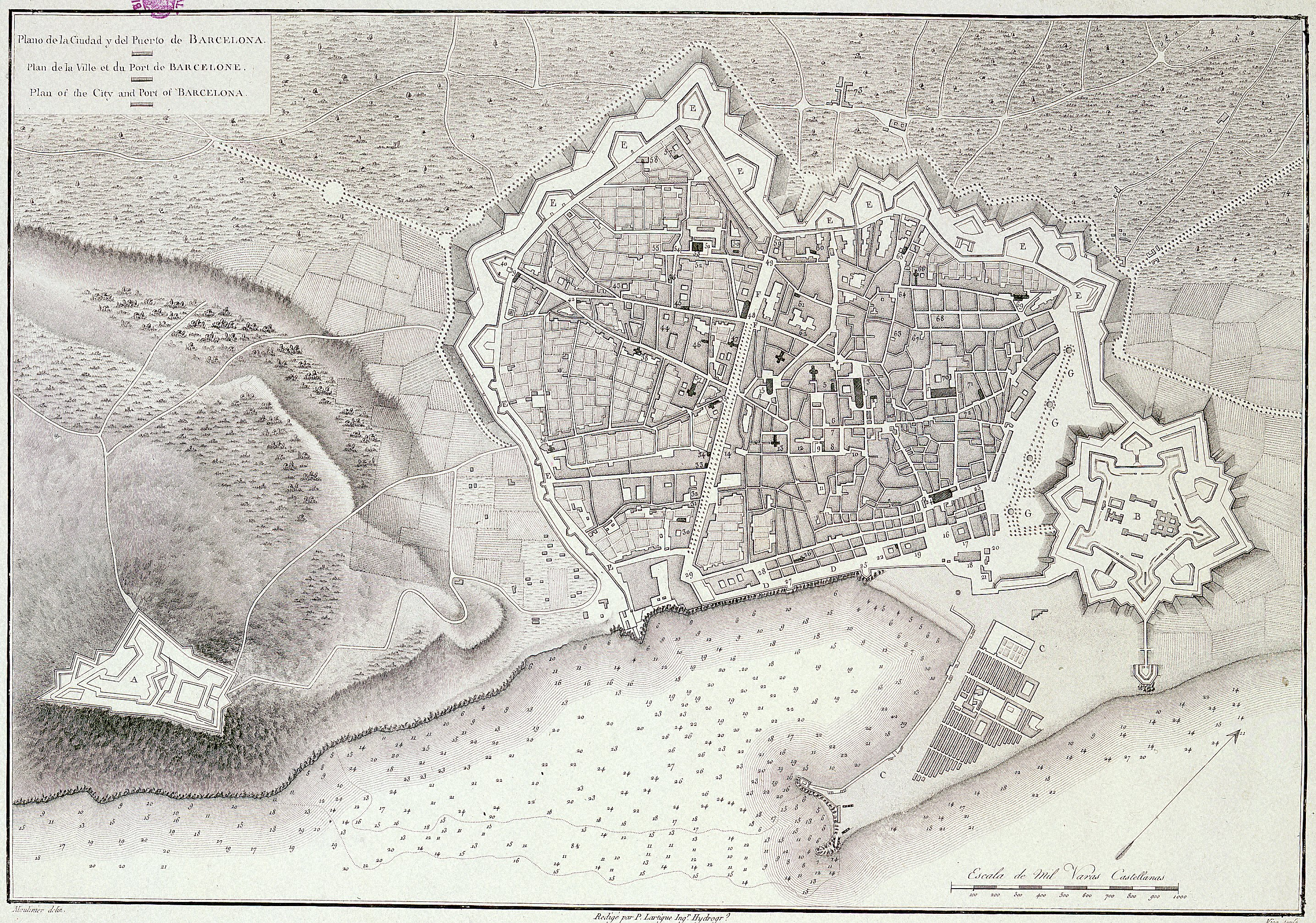
Plan de Barcelone en 1806 avec la forteresse de la citadelle, à droite, à l’intérieur des murailles. À gauche, la colline de Montjuïc.

Peu après, en décembre 1841, furent célébrées des élections municipales, avec une montée notable du républicanisme dans certaines villes importantes — notamment Barcelone, Valence, Séville, Cadix, Cordoue, Alicante ou Saint-Sébastien —. Ainsi, aux traditionnelles revendications populaires des consumos (es) — impôts indirects sur certains produits de première nécessité, très impopulaires — et l’abolition des quintas (es) — service militaire obligatoire — s’ajouta celle de l’abolition de la Monarchie, la réduction des dépenses militaires ou la répartition des terres. Ces élections marquèrent donc l'apparition — ou la consolidation notable — d’un mouvement radical à gauche du Parti progressiste, qui « unissait la lutte pour la pleine démocratie, idenfiée avec la république et le fédéralisme, à l’aspiration à une société plus égalitaire ».
La mouvement républicain, en plus de personnages comme Abdón Terradas ou Wenceslao Ayguals de Izco, bénéficiait du soutien des sociétés ouvrière d’entraide, dont la première organisation — celle des tisserands — était apparue à Barcelone en mai 1840. Elle supposa « un véritable tournant dans l'histoire du mouvement ouvrier espagnol, qui commençait à s’organiser, là où existait une classe ouvrière à proprement parler, à la marge des formes d’association et de lutte des classes moyennes libérales ». L’Association mutuelle des ouvrieres de l’industrie cotonnière, présidée par  Juan Munts, avait été fondée sous l’égide de l’ordre royal du 28 février 1830 sur ce genre de sociétés. En 1842, les sociétés ouvrières s’étaient déjà consolidées et se livraient à un bras de fer avec le patronat afin d’améliorer les conditions de travail et les droits de leurs membres.

### Insurrection et bombardement de Barcelone (fin 1842)

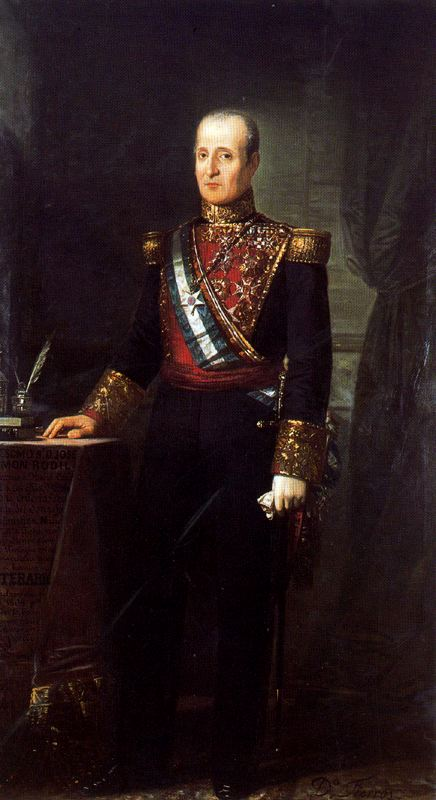
Portrait du général José Ramón Rodil y Campillo.

Le 28 mai 1842, le gouvernement d’Antonio González tomba à cause d’un vote de censure remporté par le Parti progressiste aux Cortès. Selon Josep Fontana, « cet affrontement absurde » entre les Cortès et le gouvernement qui y était majoritaire — commençait le suicide du progressisme —.
Le Parti progressiste proposa comme candidat le progressiste « pur » Salustiano de Olózaga, mais Espartero désigna à la place le général ayacucho José Ramón Rodil y Campillo. Un mois et demi plus tard, il fermait les Cortès. En désignant un membre de sa camarilla militaire à la présidence du gouvernement, Espartero « s'éloignait de son rôle d’article, en se repliant sur un cercle intime principalement composé par des militaires liés à sa personne, qui ne répondaient pas au contenu parlementaire progressiste ». Avec cette nomination, il maintint la dualité de pouvoirs dont il jouissait, ceux du chef de l’État et de la présidence de facto de l’exécutif, dont le bombardement de Barcelone en décembre 1842 qu’il avait décidée — lui et pas le gouvernement de Rodil (es) — et qui fut « l’un des épisodes qui contribua le plus à la dégradation de la figure du Régent ».
Le 13 novembre 1842 éclata à Barcelone une insurrection à laquelle se joignit la milice et, en quelques heures, la ville se remplit de barricades. Son catalyseur fut la nouvelle selon laquelle le gouvernement s’apprêtait à signer un accord commercial libre-échangiste avec le Royaume-Uni qui baisserait les frais de douane sur les produits textiles britanniques, ce qui supposerait la ruine pour l’industrie cotonnière catalane. L’insurrection fut déclenchée par une émeute survenue sur l’avenue Portal de l'Àngel en lien avec les consumos l’après-midi du dimanche 13 novembre. L’autorité militaire répondit par l’occupation de la municipalité et la détention de plusieurs journalistes d’El Republicano présents lors des faits,. Le lendemain, les membres d’une commission qui demandait la libération des détenus furent à leur tour emprisonnés..
Commença alors une guerre de barricades protagonisée par la milice, appuyée par des civils armés. Le capitaine général de Barcelone, l’ayacucho Antonio Van Halen, se vit contraint à ordonner à ses hommes d’abandonner la ville et de se replier vers le château de Montjuïc — situé sur la montagne homonyme, dominant la capitale — et vers la forteresse de la citadelle, à l’autre bout de la ville.

Le repli des troupes gouvernementales fut considéré comme un triomphe par les insurgés, dont la junte — présidée par Juan Manuel Carsy et dont l’origine se trouvait dans la Junte de surveillance formée l’année précédente — rendit son programme public : 

« Union entre tous les libéraux. À bas Espartero et son gouvernement. Cortès constituantes. En cas de régence, plus d’un […]. Justice et protection à l’industrie nationale. »

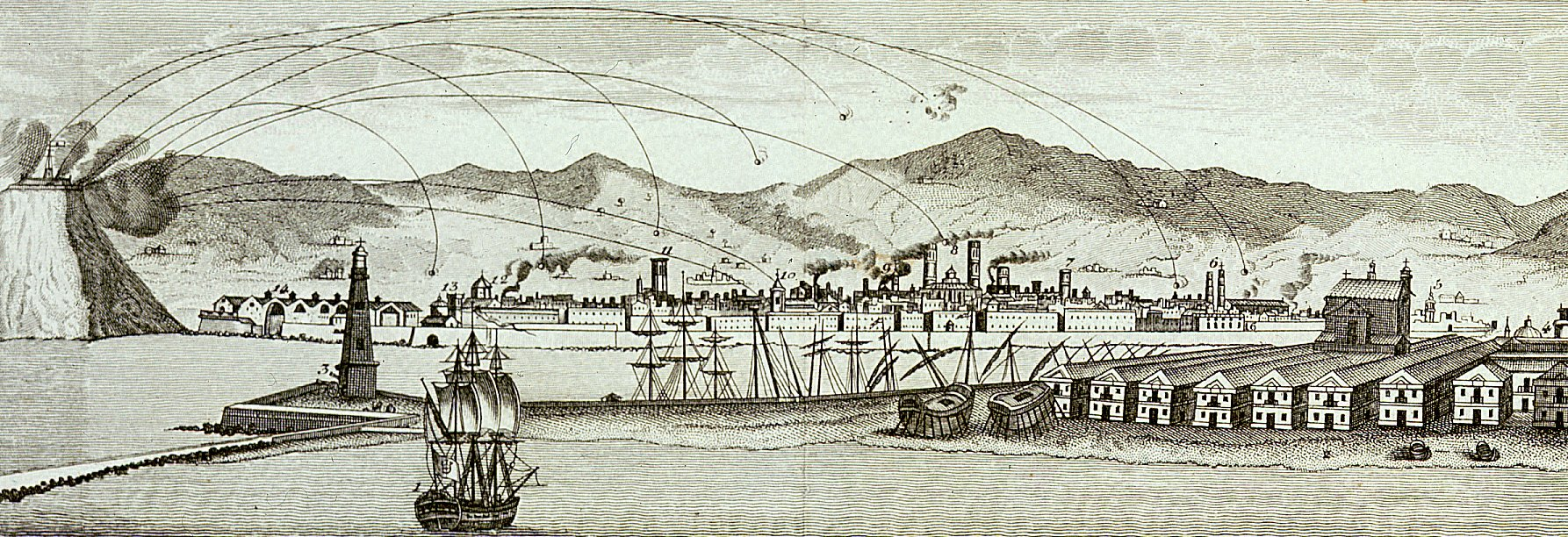
Bombardement de Barcelone depuis le château de Montjuïc.

Espartero décida de diriger personnellement la répression de l’insurrection et arriva le 22 novembre à Barcelone. Le même jour, le général Van Halen, sur ordre du régent, communiqua que Barcelone serait bombardée depuis le château de Montjuïc si les insurgés ne se rendaient pas dans les 48 h. La confusion régna alors dans la ville et la junte fut remplacée par une autre plus modérée, avec laquelle Espartero refusa de négocier, puis par une troisième, dominée par les républicains et prête à résister. Finalement, le 3 décembre 1842 commença le bombardement. Environ 1014 projectiles furent tirés depuis le château, qui abîmèrent 462 maisons et causèrent 20 victimes mortelles. La ville se rendit le lendemain et l'armée y refit son entrée.
La répression ordonnée par Espartero fut très dure. Il désarma la milice et plusieurs centaines de personnes furent détenues, dont une centaine fut fusillée. Il punit collectivement la ville avec le paiement d’une contribution extraordinaire de 12 millions de réaux pour financer la reconstruction de la citadelle . Il dissolut également l’Association des tisserands et ordonna la fermeture de tous les périodiques à l’exception du conservateur Diario de Barcelona. Avant de revenir à Madrid le 22 décembre, depuis sa résidence à Sarrià et sans avoir posé le pied à Barcelone, il remplaça Van Halen à la tête de la capitainerie générale de Catalogne par un autre général ayacucho Antonio Seoane, qui proposait de gouverner la région « en fusillant et en tirant de la mitraille ».
Espartero avait réussi à mettre fin à la révolte, mais avec le bombardement et la dure répression qui suivit, il perdi l'« immense appui social et politique qu’il avait traditionnellement eu à Barcelone ». Ainsi, « L’unanimité qu’aura à Barcelone le soulèvement contre Espartero en 1843 n’a rien d’étonnant ». De même, « le symbole de Barcelone agit également sur Madrid », le retour d’Espartero étant « accueilli avec une froideur qui contrastait avec le débordement de joie et la pompe ed 1840 ».

### Crise de mai 1843
Après le bombardement de Barcelone, Espartero perdit une grande partie de la popularité qu’il avait gagnée en tant que vainqueur du premier conflit carliste et qui lui avait valu le titre de « duc de la Victoire ». Ainsi, au cours des premiers mois de 1843 se constitua une coalition hétérogène qui lui était opposée et à laquelle se joignirent tous les groupes et secteurs qui rejetaient la politique qu’il menait avec sa camarilla d’ayacuchos.
Peu après son retour à Madrid, Espartero dissolut les Cortès le 3 janvier 1843 et convoqua de nouvelles élections pour le mois de mars, auxquelles se présentèrent cette fois les modérés. Le 3 avril les nouvelles Cortès ouvrirent leurs sessions. Son activité au cours du même mois se limita à débattre des candidats élus car des dénonces furent déposées contre les violations commises par le gouvernement et l'Armée pour s’assurer le triomphe des candidats esparteristes. À la fin du débat il fut établi que le Parti progressiste avait de nouveau remporté la majorité. Il était cependant divisé en trois secteurs, dont un seul maintenait encore son soutien au régent — celui précisément nommé « esparteriste » — tandis que les deux autres — celui des « légaux », menés par Manuel Cortina, et celui des « purs », à la tête duquel se trouvait Joaquín María López — étaient hostiles à Espartero. De cette manière, en réalité, c’était l'opposition antiesparteriste — formée par les progressistes légaux et purs, les démocrates-républicains et les modérés — qui détenait la majorité au Parlement.

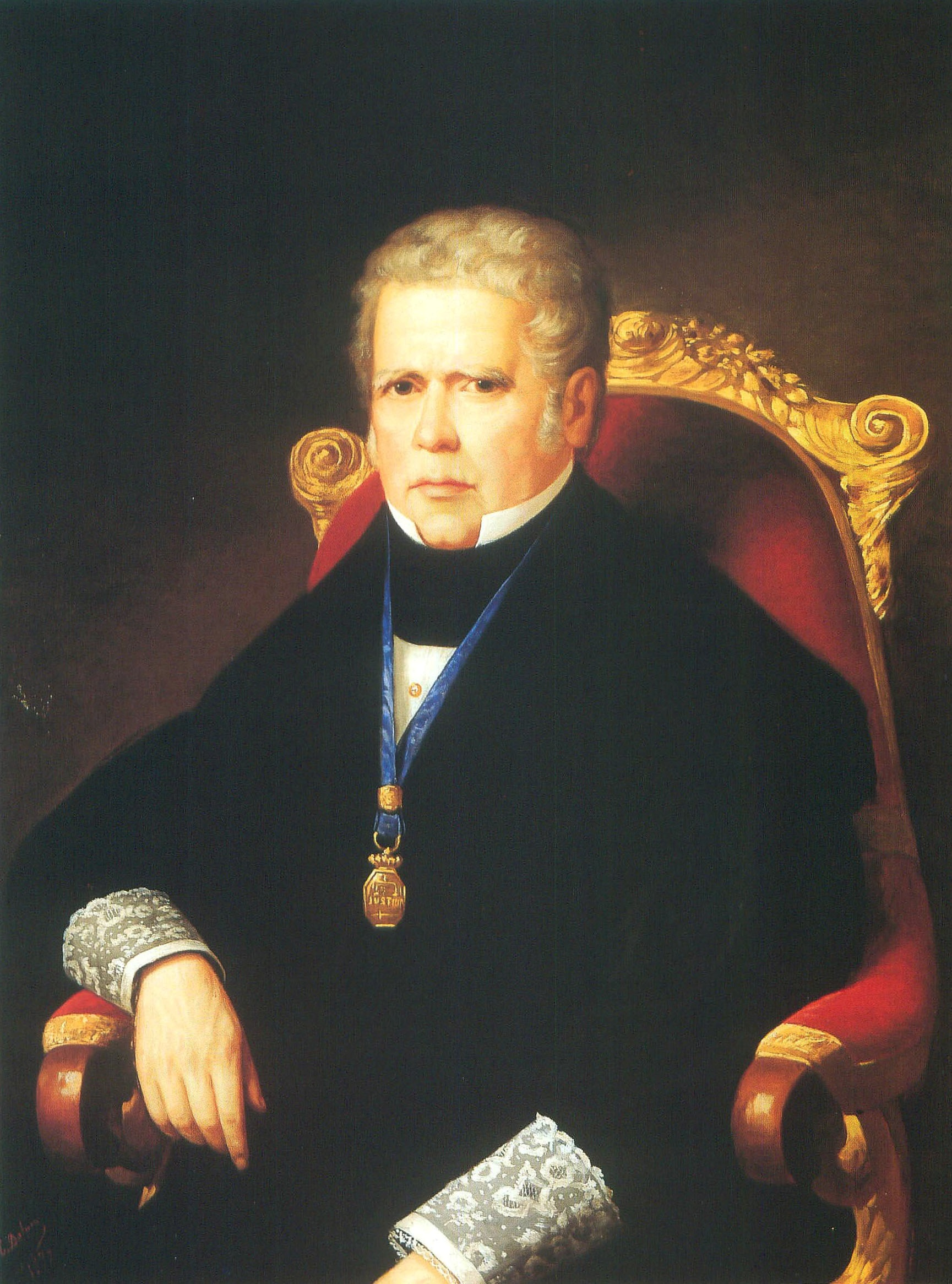
Álvaro Gómez Becerra.

Le premier acte de la nouvelle majorité fut de faire chuter le gouvernement du général Rodil et d’obliger le régent à nommer le 9 mai le leader des progressistes purs Joaquín María López, qui obtint le soutien de la chambre. La crise s'accentua lorsque le gouvernement de López exigea d’Espartero qu’il destitue son secrétaire personnel le général Francisco Linage pour le mettre à la tête d’une capitainerie générale — il perdit ainsi également le poste d’inspecteur de l'infanterie et des milices —. Ce faisant, les antiesparteristes prétendaient démanteler la camarilla d'ayacuchos qui soutenait le caudillisme du régent. En réponse Espartero destitua Joaquín María López — après seulement 10 jours à la tête du gouvernement —, ce qui constitua le déclencher la crise.
Le 19 mai, Espartero nomma Álvaro Gómez Becerra nouveau président du Conseil des ministres, mais lorsque la nouvelle fut connue au Congrès, les députés votèrent une motion de soutien au gouvernement destitué, approuvée avec 114 votes pour et 3 contre, dans ce qui était de facto une motion de censure contre le régent. Ainsi, lorsque Gómez Becerra se présenta devant le Parlement, il fut reçu par des cris de « Dehors ! Dehors ! » lancés depuis les tribunes. Le progressiste pur Salustiano Olózaga intervint en poussant le régent à choisir « entre cet homme [Linage] et la nation entière représentée par le congrès unanime de ses députés » et termina son discours par un « Dieu sauvera le pays et sauvera la reine ! » qui, déformé en « Que Dieu sauve le pays, que Dieu sauve la reine ! », devint le cri de guerre de la révolte contre Espartero qui éclata le mois suivant. À partir du 26 mai, les sessions des Cortès furent suspendues.

## Fin de la régence
La crise de mai renforça et souda encore plus les secteurs antiesparteristes malgré leur hétérogénéité — ils incluaient depuis les modérés jusqu’aux démocrates et républicains, en passant par la majorité du Parti progressiste —. Dans l’ensemble, les décisions prises par Espartero au cours de la crise de mai « furent considérées comme un attentat flagrant contre l'ordre constitutionnel et firent de la conspiration antiesparteriste un mouvement en défense de la légalité ».
À peine la destitution du gouvernement de Joaquín María López et la suspension des Cortès connues, le 27 mai se produisit à Reus un soulèvement mené par Juan Prim et Lorenzo Milans del Bosch, militaires proches du progressisme, au cri de « À bas Espartero ! Majorité de la Reine ! ». Bien que le général esparteriste Zurbano parvînt à dominer la rébellion à Reus, Barcelone se joignit rapidement au mouvement et en juin fut formée une Junte suprême de gouvernement de la province de Barcelone dans laquelle figuraient républicains, progressistes et modérés. Peu après, le général Prim faisait son entrée triomphale dans la ville.
L’insurrection s'étendit non seulement dans le reste de la frange méditerranéenne et en Andalousie « la typique « géographie juntera » » mais aussi dans certaines grandes villes de l’intérieur où les modérés dominaient — Valladolid, Burgos, Cuenca  et celles du Pays basque —. « Des révoltes qui acceptèrent la supposément désintéressée collaboration des généraux modérés, qui avaient créé en France une "Société militaire espagnole", organisée comme un regroupement secret », « et qui revenaient maintenant, de nouveau appuyés par l’argent de la reine mère ».

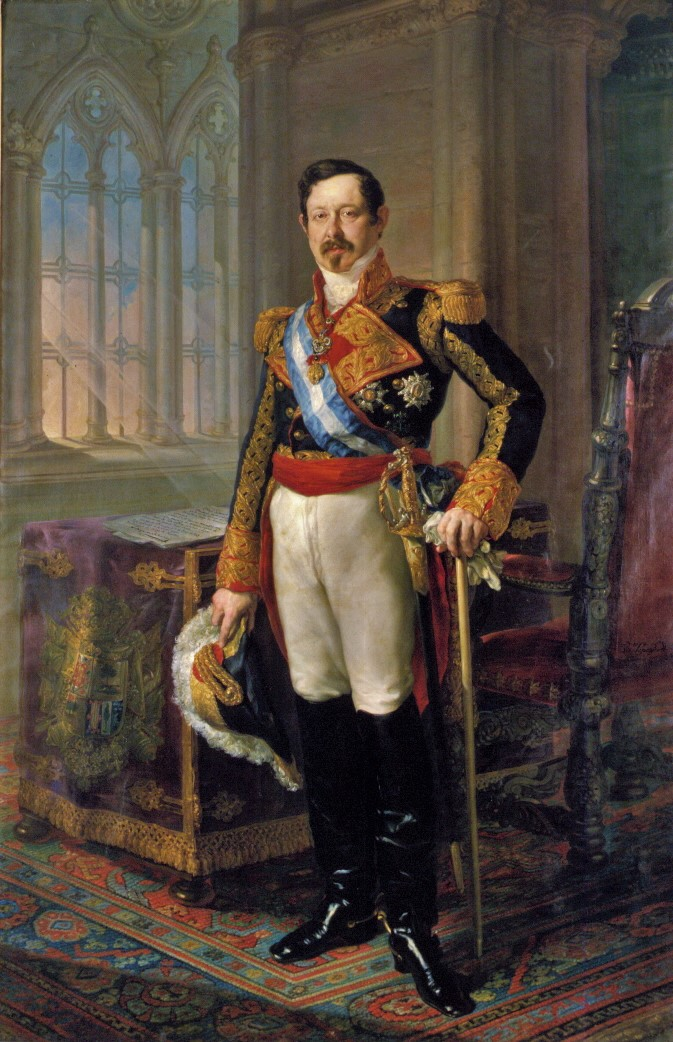
Le général Ramón María Narváez (musée des Beaux-Arts de Valence).

Le 21 juin, Espartero prit la route en direction de Valence pour diriger les opérations contre les insurgés. Cependant, le 27 juin, revenant de leur exil à Paris, trois généraux proches du Parti modéré — Ramón María Narváez, Manuel Gutiérrez de la Concha et Juan González de la Pezuela — débarquèrent à Valence, ce qui amena le régent à renoncer à son projet initial et à s’arrêter à Albacete, où il séjourna entre le 25 juin et le 7 juillet (es). Le 27 juin un autre des généraux conjurés, Francisco Serrano, accompagné de l’homme politique Luis González Bravo — alors dans les rangs des progressistes légaux —. Le jour suivant, Serrano, après s’être auto-proclamé « ministre universel », décrétait la destitution du régent et du Gouvernement de Gómez Becerra.

Selon Josep Fontana, Serrano prétendait : 

« stabiliser une situation confuse dans laquelle Narváez avait assumé initialement le protagonisme, dans le but de lui donner une sortie politique, en assurant le rétablissement du gouvernement de López [dans lequel Serrano avait été ministre de la Guerre] et, avec cela, le maintien des progressistes au pouvoir. En même temps Serrano nommait Narváez capitaine général, ratifiant ainsi le poste que lui avait donné la Junte révolutionnaire de Valence, avec l’intention d’éviter qu’autour de lui ne surgisse un pouvoir politique parallèle.

La Junte de Barcelone assuma cette prétention et nomma le 29 juin Serrano chef d’un « gouvernement provisoire » qui représentait le rétablissement du vieux ministre progressiste, en échange de l’acceptation par ce dernier, comme il le fit, du programme à trois points des révolutionnaires barcelonais : « Constitution de 1837, Isabelle II et Junte centrale ». Après avoir promis à Barcelone tout ce qui lui était demandé, Serrano se rendit à Madrir pendant que les Barcelonais reprenaient la destruction des murailles. »

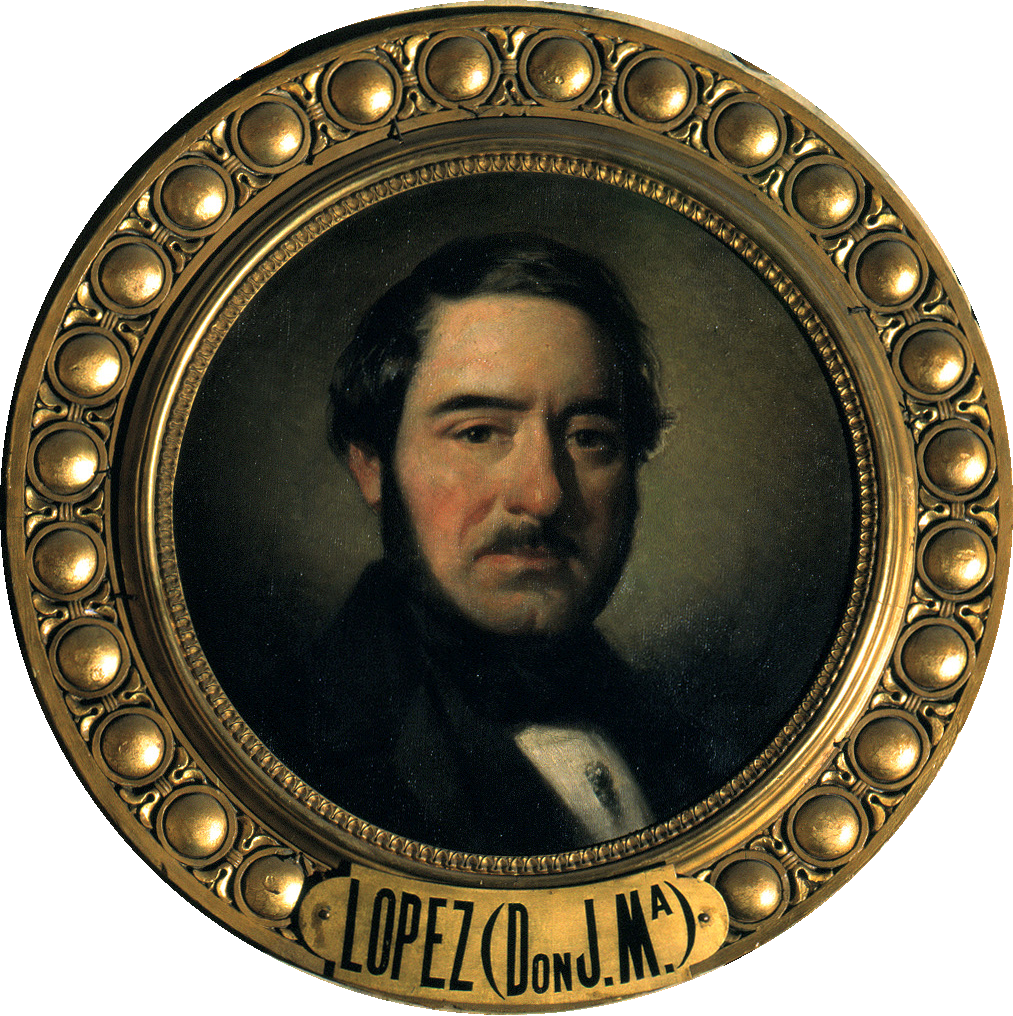
Joaquín María López.

Le 22 juillet eut lieu près de Madrid la bataille de Torrejón de Ardoz (es), dans laquelle s’affrontèrent les troupes gouvernementales de l’Aragon commandées par le général Antonio Seoane et celles insurgées sous les ordres de Narváez, qui venaient de Valence. Il y eut en réalité à peine un combat — la bataille dura seulement un quart d’heure et se solda par deux morts et vingt blessés dans les deux camps réunis —, car presque toutes les troupes de Seoane passèrent au camp rebelle au cri de « Nous sommes tous un ! ». Le 23 juillet, Narváez faisait son entrée à Madrid et rétablissait Joaquín María López à la tête du gouvernement,.
Cependant, López ne reconnut pas l’engagement pris d’un commun accord entre Serrano et la Junte de convoquer une Junte centrale qui assumerait le pouvoir, ce qui finirait par décl;encher la « révolution centraliste » catalane de septembre-novembre 1843, connue sous le nom de « Jamancia (es) », lorsqu’Espartero avait déjà chuté.
Pendant ce temps, le régent combattait la rébellion en Andalousie. Sa tentative de prendre Séville échoua, même après le bombardement de la ville par Van Halen. Après avoir appris le dénouement de la bataille de Torrejón de Ardoz, il décida de prendre l'exil avec quelques hommes de confiance. Le 30 juillet, ils embarquèrent tous à El Puerto de Santa María sur un navire britannique à destination de l’Angleterre, mettant fin à la régence d’Espartero.